# 버밍엄 공항
버밍엄 공항은 영국 버밍엄에 있는 국제공항이다. 1939년 7월 8일에 개항했다.

## 역사
- 1939년 7월 8일 공식 개항.

## 운항 노선
| 항공사            | 목적지                     |
| ----------------- | -------------------------- |
| KLM               | 암스테르담                 |
| 루프트한자        | 뮌헨, 프랑크푸르트         |
| 스위스 국제항공   | 취리히                     |
| 아메리칸 항공     | 뉴욕(케네디)               |
| 에게 항공         | 계절편: 아테네             |
| 에미레이트 항공   | 두바이                     |
| 에어링구스        | 더블린                     |
| 에어링구스 리저널 | 계절편: 코크, 더블린, 섀넌 |
| 에어 몰타         | 계절편: 발레타             |
| 에어인디아        | 암리차르, 델리, 뭄바이     |
| 에어트랜젯        | 계절편: 토론토(피어슨)     |
| 에어프랑스        | 파리(샤를 드 골)           |
| 오스트리아 항공   | 계절편: 인스부르크         |
| 유나이티드 항공   | 뉴욕(뉴어크)               |
| 체코 항공         | 프라하                     |
| 카타르 항공       | 도하                       |
| 터키항공          | 이스탄불(아타튀르크)       |